# Eußerthal
Eußerthal là một đô thị thuộc huyện Südliche Weinstraße, bang Rheinland-Pfalz, Đức. Đô thị này có diện tích 12,52 km², dân số thời điểm 31 tháng 12 năm 2006 là 930 người.